# Onetapseo
深圳市一键网络技术有限公司，简称一键网络、Onetapseo，是一家专注于多语言SEO和SEM的数字营销运营商。公司在深圳注册。

## 历史
2022年6月10日，深圳市一键网络技术有限公司在深圳成立。 其创始人在德国，西班牙等地旅居10年，曾接受西班牙当地媒体采访并登上本地报纸La Gaceta头条。